# 1856年4月5日日食
1856年4月5日日食为一次在协调世界时1856年4月5日出現的日全食。該次日食食分為1.0539，食甚維持3分56秒。

## 概述
這次日食的食分是1.0539，全食維持3分56秒。

## 基本參數
- 類型：日全食
- 食甚資料：
  - 日期：1856年4月5日
  - 時間：6時1分1秒
  - 地點：39S 119E
  - 食分：1.0539
  - 日全食持續時間：3分56秒

## 外部連結
- NASA日食專頁（页面存档备份，存于）（英文）